# 黃奕住
黄奕住（1868年—1945年），福建南安人，近代中国企业家、华侨领袖， 中南银行的创办者。

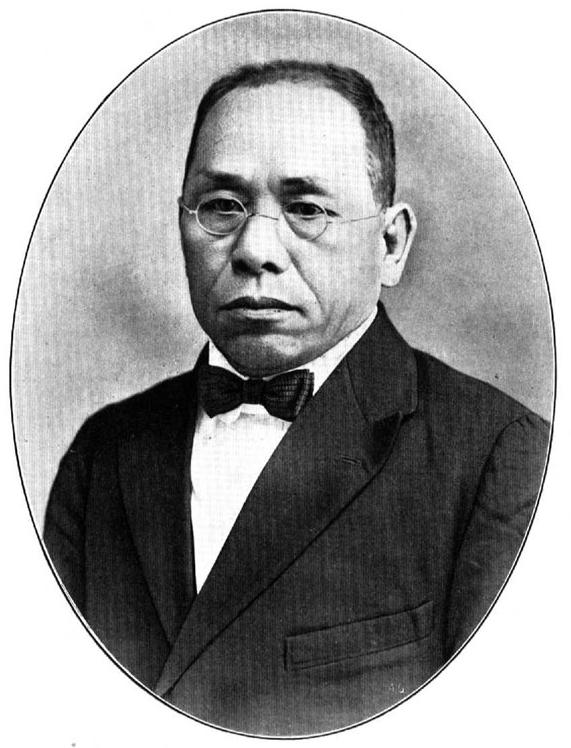

黄奕住出生于福建南安金淘镇楼下乡。祖上世代务农。12岁开始学习理发手艺，后随乡人出海，先后到新加坡、印尼，最后移居到三宝垅並經營糖业大王。1919年4月5日，黄奕佳返回鼓浪屿定居並创建厦门市自来水公司以及承办厦门电话公司。1945年日本投降之前病逝于上海。